# Indianapolis WCT 1976 - Doppio
Il doppio del torneo di tennis Indianapolis WCT 1976, facente parte della categoria World Championship Tennis, ha avuto come vincitori Bob Lutz e Stan Smith che hanno battuto in finale Vitas Gerulaitis e Tom Gorman con il punteggio di 6–2, 6–4.

## Teste di serie
1. Bob Hewitt /  Frew McMillan (primo turno)

1. Mark Cox /  Cliff Drysdale (primo turno)

## Tabellone

### Legenda
| - Q = Qualificato - WC = Wild card - LL = Lucky loser | - ALT = Alternate - SE = Special Exempt - PR = Protected Ranking | - w/o = Walkover - r = Ritirato - d = Squalificato |

|  | Quarti di finale            | Quarti di finale             | Quarti di finale             | Quarti di finale             | Quarti di finale |  |  | Semifinali                   | Semifinali                   | Semifinali                  | Semifinali                  | Semifinali                  |   |   | Finale              | Finale              | Finale              | Finale | Finale |  |
|  |                             |                              |                              |                              |                  |  |  |                              |                              |                             |                             |                             |   |   |                     |                     |                     |        |        |  |
|  |                             | Charlie Pasarell Allan Stone | Charlie Pasarell Allan Stone | Charlie Pasarell Allan Stone | w/o              |  |  |                              |                              |                             |                             |                             |   |   |                     |                     |                     |        |        |  |
|  | 1                           | Bob Hewitt Frew McMillan     | Bob Hewitt Frew McMillan     | Bob Hewitt Frew McMillan     |                  |  |  | Charlie Pasarell Allan Stone | Charlie Pasarell Allan Stone | 4                           | 6                           | 2                           |   |   |                     |                     |                     |        |        |  |
|  | Bob Lutz Stan Smith         | Bob Lutz Stan Smith          | 7                            | 5                            | 7                |  |  | Bob Lutz Stan Smith          | Bob Lutz Stan Smith          | 6                           | 4                           | 6                           |   |   |                     |                     |                     |        |        |  |
|  | Syd Ball Ray Ruffels        | Syd Ball Ray Ruffels         | 6                            | 7                            | 6                |  |  |                              |                              |                             |                             |                             |   |   | Bob Lutz Stan Smith | Bob Lutz Stan Smith | Bob Lutz Stan Smith | 6      | 6      |  |
|  | Vitas Gerulaitis Tom Gorman | Vitas Gerulaitis Tom Gorman  | Vitas Gerulaitis Tom Gorman  | 7                            | 6                |  |  |                              |                              | Vitas Gerulaitis Tom Gorman | Vitas Gerulaitis Tom Gorman | Vitas Gerulaitis Tom Gorman | 2 | 4 |                     |                     |                     |        |        |  |
|  | Marty Riessen Roscoe Tanner | Marty Riessen Roscoe Tanner  | Marty Riessen Roscoe Tanner  | 6                            | 3                |  |  | Vitas Gerulaitis Tom Gorman  | Vitas Gerulaitis Tom Gorman  | 6                           | 6                           | 6                           |   |   |                     |                     |                     |        |        |  |
|  |                             | Arthur Ashe Tom Okker        | 7                            | 2                            | 7                |  |  | Arthur Ashe Tom Okker        | Arthur Ashe Tom Okker        | 3                           | 7                           | 2                           |   |   |                     |                     |                     |        |        |  |
|  | 2                           | Mark Cox Cliff Drysdale      | 6                            | 6                            | 6                |  |  |                              |                              |                             |                             |                             |   |   |                     |                     |                     |        |        |  |